# Lee Heung-kam
Lee Heung-kam (Shunde, Cantón; 13 de enero de 1932 - Hong Kong; 4 de enero de 2021) fue una cantante de ópera y actriz china.

## Biografía
Residía en Hong Kong y trabajó en dicha ciudad para la cadena televisiva TVB. Se incorporó a la industria del espectáculo cuando ella tenía unos dieciséis años de edad. Lee estuvo casada brevemente con un famoso cantante de ópera Siu Chung-kwan (f. 2005), con quien tuvo una hija. Se divorciaron en 1957, su exmarido y su hija, se fueron a Canadá. De 1990 a 2006, Lee trabajó para las cadenas televisivas rivales como ATV y TVB, pero desde entonces ella decidió volver a TVB. Tenía un hermano menor llamado, Lee Sue-gai. Sin embargo, declaró de romper la comunicación con él, porque se solo se dedicaba a los juegos de azar.

## Filmografía
- Story of the Vulture Conqueror (1958 / 1959)
- Story of the White-haired Demon Girl (1959)
- Dance with the Dragon (1991)
- All's Well, Ends Well (1992)
- The Bride with White Hair 2 (1993)
- All's Well, Ends Well 2009 (2009)
- All's Well, Ends Well 2010 (2010)
- Bruce Lee, My Brother (2010)
- All's Well, Ends Well 2011 (2011)
- All's Well, Ends Well 2012 (2012)

### Series de TV
| Año  | Título                               | Personaje           | TVB Anniversary Awards                            | Red    |
| ---- | ------------------------------------ | ------------------- | ------------------------------------------------- | ------ |
| 1976 | Hotel                                | Ching Wong Mei-or   |                                                   | (TVB)  |
| 1977 | A House Is Not a Home                | Sze Li Mo-yung      |                                                   | (TVB)  |
| 1978 | Conflict                             |                     |                                                   | (TVB)  |
| 1978 | Below the Lion Rock                  |                     |                                                   | (RTHK) |
| 1979 | The Good, the Bad and the Ugly       | Fong Yeung Hing-wan |                                                   | (TVB)  |
| 1980 | Five Easy Pieces                     |                     |                                                   | (TVB)  |
| 1982 | Demi-Gods and Semi-Devils            |                     |                                                   | (TVB)  |
| 1984 | The New Adventures of Chor Lau-heung | Kam Tai-kwan        |                                                   | (TVB)  |
| 1986 | New Heavenly Sword and Dragon Sabre  |                     |                                                   | (TVB)  |
| 1986 | The Return of Luk Siu Fung           |                     |                                                   | (TVB)  |
| 1987 | The Grand Canal                      | Empress Dugu        |                                                   | (TVB)  |
| 1988 | The Final Verdict                    |                     |                                                   | (TVB)  |
| 1989 | The Justice of Life                  |                     |                                                   | (TVB)  |
| 1991 | Days of Glory                        |                     |                                                   | (ATV)  |
| 1991 | The Cops Affairs                     |                     |                                                   | (ATV)  |
| 1991 | Who is the Winner                    |                     |                                                   | (ATV)  |
| 1992 | Shanghai Godfather                   |                     |                                                   | (ATV)  |
| 1992 | Who is the Winner II                 |                     |                                                   | (ATV)  |
| 1993 | Silver Tycoon                        |                     |                                                   | (ATV)  |
| 1993 | Shanghai Godfather II                |                     |                                                   | (ATV)  |
| 1994 | Movie Tycoon                         |                     |                                                   | (ATV)  |
| 1994 | Midnight Lovers II                   |                     |                                                   | (ATV)  |
| 1996 | The Little Vagrant Lady II           |                     |                                                   | (ATV)  |
| 1996 | The Little Vagrant Lady              |                     |                                                   | (ATV)  |
| 1996 | The Good Old Days                    |                     |                                                   | (ATV)  |
| 1997 | The Pride of Chao Zhou               |                     |                                                   | (ATV)  |
| 2004 | Love in a Miracle                    |                     |                                                   | (ATV)  |
| 2005 | Happy Family                         | Bak Suet            |                                                   | (ATV)  |
| 2006 | Walled Village                       | Mui Tsui-tsui       |                                                   | (ATV)  |
| 2008 | Moonlight Resonance                  | Sheh Kwan-lai       | Nominada - Best Supporting Actress (Top 5)        | (TVB)  |
| 2010 | When Lanes Merge                     | Lei Suk-jing        |                                                   | (TVB)  |
| 2010 | Can't Buy Me Love                    | Kam Tai Fu Yan      | Nominada - My Favourite Female Character (Top 15) | (TVB)  |
| 2012 | The Greatness of a Hero              | On Lau-mui          |                                                   | (TVB)  |